# Geografija Kambodže
Kambodža je država v celinski jugovzhodni Aziji, meji na Tajsko, Laos, Vietnam, Tajski zaliv in pokriva skupno površino 181.035 km². Država je v celoti znotraj tropskega indomalajskega kraljestva in indokitajskega časovnega pasu (ICT).
Glavne geografske značilnosti Kambodže so nizko ležeča osrednja nižina, ki vključuje porečje Tonlé Sap, spodnje poplavne ravnice reke Mekong in nižino reke Bassac, ki jo obdajajo gorovja na severu, vzhodu, jugozahodu in jugu. Osrednje nižavje sega proti jugovzhodu v Vietnam. Južni in jugozahodni del države tvorita 443 km dolgo obalo v Tajskem zalivu, za katero so značilna obsežna mangrova močvirja, polotoki, peščene plaže ter rti in zalivi. Teritorialne vode Kambodže obsegajo več kot 50 otokov. Najvišji vrh je Phnom Aural s 1810 m višine.
Kopensko maso razpolavlja reka Mekong, ki je s 486 km najdaljša reka v Kambodži. Po obsežnih brzicah, turbulentnih odsekih in kataraktih v Laosu reka vstopi v državo v provinci Stung Treng, je pretežno mirna in plovna skozi vse leto, saj se v nižinah precej razširi. Vode Mekonga se razpršijo v okoliška mokrišča osrednje Kambodže in močno vplivajo na sezonsko naravo jezera Tonlé Sap.
Dve tretjini prebivalstva države živita v nižinah, kjer so zaradi bogatih usedlin, ki se odlagajo med vsakoletnimi poplavami Mekonga, kmetijska zemljišča zelo rodovitna. Ker sta krčenje gozdov in prekomerno izkoriščanje prizadela Kambodžo šele v zadnjih desetletjih, gozdovi, nizke gorske verige in lokalne ekoregije še vedno ohranjajo velik del svojega naravnega potenciala in čeprav so še vedno dom največjih območij sosednjih in neokrnjenih gozdov v celinski jugovzhodni Aziji, številna resna okoljska vprašanja ostajajo in se kopičijo, kar je tesno povezano s hitro rastjo prebivalstva, nenadzorovano globalizacijo in nepomembno administracijo.
Večina države leži v podnebnem območju tropske savane, saj obalna območja na jugu in zahodu prejemajo opazno več in enakomernega dežja pred in med deževno sezono. Ta območja predstavljajo najbolj vzhodno obrobje jugozahodnega monsuna, ki je določeno znotraj tropskega monsunskega podnebja. Po vsej državi sta dve sezoni relativno enake dolžine, opredeljeni z različnimi padavinami, saj sta temperatura in vlažnost na splošno visoki in enakomerni skozi vse leto.

## Geološki razvoj
Jugovzhodno Azijo sestavljajo alohtoni celinski bloki od Gondvane. Ti vključujejo bloke Južne Kitajske, Indokitajskega polotoka, Sibumasuja in Zahodne Burme, ki so se združili v jugovzhodno azijsko celino v obdobju paleozoika in mezozoika. 
Trenutna geološka struktura južne Kitajske in jugovzhodne Azije naj bi bila odgovor na "indo-sinjsko" trčenje v jugovzhodni Aziji v karbonu. Indo-sinijski orogenezi je sledilo širjenje indo-kitajskega bloka, nastanek riftnih bazenov in termično ugrezanje v zgodnjem triasu.
Indokitajski celinski blok, ki ga od južnokitajskega bloka ločuje cona Jinshajiang-Ailaoshan Suture, je združitev teranov Viet-Lao, Khorat-Kontum, Uttaradit (UTD) in Chiang Mai-West Kachin, ki so vsi ločeni s conami šivanja ali duktilnimi strižnimi conami. Teren Khorat-Kontum, ki vključuje zahodni Laos, Kambodžo in južni Vietnam, je sestavljen iz metamorfnega kompleksa Kontum, paleozojskih plitvih morskih usedlin, zgornjih permskih obločnih vulkanskih kamnin in mezozojskih terigenih sedimentnih kamnin.
Osrednje nižine so v glavnem sestavljene iz kvartarnih peskov, ilovice in gline, saj je večina severnih gorskih regij in obalne regije v veliki meri sestavljena iz krednega granita, triasnega kamna in jurskih formacij peščenjaka.

## Topografija
V obliki sklede ali krožnika Kambodža pokriva 181.035 km2 na jugozahodnem delu Indokitajskega polotoka, in je njeno kopensko in morsko ozemlje v celoti v tropih.
Dno sklede predstavlja notranjost Kambodže, približno 75 odstotkov sestavljeno iz aluvialnih poplavnih ravnic porečja Tonlé Sap, spodnjega toka reke Mekong in nižine reke Bassac, katerih vode napajajo velika in skoraj osrednje locirana mokrišča. Ker se ljudje najraje naselijo v teh rodovitnih in lahko dostopnih osrednjih nižinah, so velike spremembe in razširjena pridelava z mokrim kmetijstvom riža skozi stoletja oblikovali pokrajino v značilna regionalna obdelovalna zemljišča.
Domače rastline, kot so sladkorne palme (Borassus flabellifer), kokosova drevesa in nasadi bananovcev, skoraj izključno obkrožajo obsežna riževa polja, saj je naravna vegetacija omejena na vzpetina in blizu vodnih poti. Mekong prečka severni do jugovzhodni del države, kjer se nizko ležeče nižine raztezajo v Vietnam in dosežejo Južnokitajsko morje na območju Mekongove delte.
Nizke gorske verige Kambodže - ki predstavljajo stene sklede - ostajajo kot rezultat šele relativno nedavnega znatnega infrastrukturnega razvoja in gospodarskega izkoriščanja - zlasti na oddaljenih območjih - izjemno gozdnate. Državo na severu obroblja planota gorovja Dangrek, ki meji na Tajsko in Laos, na severovzhodu Annamitsko gorovje, na jugozahodu gorovje Cardamom in na jugu gorovje Dâmrei. Višavja na severovzhodu in vzhodu se združijo v osrednje višavje in vietnamsko nižavje delte Mekonga.
Močno razčlenjena obala v Tajskem zalivu dolžine 443 km in 60 obalnih otokov, ki posejajo teritorialne vode in se lokalno zlivajo s plimnimi mangrovimi močvirji – okoljska osnova za izjemen nabor morskih in obalnih ekoregij.

### Tla
»Peščeni materiali pokrivajo velik delež pokrajine Kambodže zaradi kremenčevih sedimentnih formacij, ki so pod večjim delom tal. Mezozojski peščenjak prevladuje nad večino temeljne geologije v Kambodži in ima zato prevladujoč vpliv na lastnosti gorskih tal. Arenosoli (peščena tla z zelo šibkim razvojem ali brez razvoja tal) so kartirani le na 1,6 % površine.«
»Peščene površinske teksture so bolj razširjene kot globoka peščena tla, ki ustrezajo definiciji arenosolov. Peščeno teksturirani profili so pogosti med najbolj razširjenimi skupinami tal, vključno z akrisoli in leptosoli. Akrizoli so najpogostejša skupina tal, ki zasedajo nižine - skoraj polovica ozemlja Kambodže. Slaba rodovitnost in strupene količine aluminija predstavljajo omejitve za uporabo v kmetijstvu, pridelki, ki jih je mogoče uspešno gojiti so kavčukovec, oljna palma, kavovec in sladkorni trs. Glavne podskupine so: Gleyic Acrisoli ( 20,5 %, haplični akrisol (13,3 %), podnožni akrisol (8,7 %) in ferrični akrisol (6.3%)«.

### Geografski ekstremi
- Najsevernejša točka: okrožje Ta Veaeng, provinca Rattanakiri (14°41′N 107°32′E / 14.683°N 107.533°E)
- Najjužnejša točka: Koh Poulo Wai, provinca Kampot (9°54′N 102°53′E / 9.900°N 102.883°E)
- Najbolj vzhodna točka: okrožje Ou Ya Dav, provinca Rattanakiri (13°22′N 107°37′E / 13.367°N 107.617°E)
- Najbolj zahodna točka: okrožje Malai, provinca Banteay Meanchey (13°53′N 102°33′E / 13.883°N 102.550°E)

## Regije

### Centralna planota
Ogromna aluvialna in jezerska medsebojno povezana kamboška poplavna ravnica je geološko razmeroma nova depresija, kjer se usedline Mekonga in njegovih pritokov kopičijo, ker so vode podvržene pogostim spremembam toka. Območje obsega 25.069 km2. Sistem jezera in reke Tonlé Sap zavzema najnižje območje. Reka Tonlé Sap je vodna pot, ki se odcepi od Mekonga blizu Phnom Penha v severozahodni smeri in se po približno 115 km sreča z jezerom Tonlé Sap. Njen tok vode vsako leto obrne smer, kar je posledica zelo različnih količin vode, ki jih Mekong nosi tekom leta, in vpliva monsunskega deževja, ki sovpada z največjim tokom reke.
Ravnine porečja Mekong in Tonlé Sap so na severu omejene z gorovjem Dangrek in centralnim Annamitskim gorovjem, na jugu pa z gorovjema Cardamom in Dâmrei. Ravnine v celoti obdajajo jezero Tonlé Sap v zahodni polovici države in se vijejo skozi sredino države po toku reke Mekong. Dve kotlini dejansko tvorita eno samo vodno telo, ki skupaj pokriva približno 75 % zemeljskega pokrova Kambodže.

### Nasprotni tok
Reka Mekong in njeni pritoki spomladi (maja) povečajo količino vode na severni polobli, predvsem zaradi taljenja snega. Ko Mekong vstopi v Kambodžo (več kot 95 % njegovih voda se je že pridružilo reki), se razširi in poplavi velika območja.
 »Obstaja izredna hidrodinamična zapletenost tako v času kot v prostoru in postane nemogoče izmeriti pretok vode. Nivoji vode, ne pretoki in količine, določajo gibanje vode po pokrajini.« 
Najgloblja točka nižine – Tonlé Sap – poplavljeno območje se spreminja od najnižje površine okoli 2700 km2 z globino okoli 1 metra ob koncu sušne sezone (aprila) do 26.000 km2 in oktobra/novembra do globine do 9 metrov. Ta številka se je leta 2000 povečala na 45.000 km2, ko so nekatere najhujše zabeležene poplave povzročile več kot 800 smrtnih žrtev v Kambodži in Vietnamu.
Dotok se začne maja/junija z največjimi pretoki okoli 10.000 m3/s do konca avgusta in konča oktobra/novembra, povečan s padavinami letnega monsuna. Novembra jezero doseže največjo velikost. Letni monsun sovpada, da preneha približno v tem času v letu. Ker reka Mekong začne svoj minimum v tem času v letu in njena gladina pade globlje od poplavljenega jezera Tonlé Sap, reke Tonlé Sap in okoliških mokrišč, vode iz jezerskega bazena zdaj odtekajo preko reke Tonlé Sap v Mekong.
Posledično reka Tonlé Sap (dolžina približno 115 km teče 6 mesecev na leto od jugovzhoda (Mekong) proti severozahodu (jezero) in 6 mesecev na leto v nasprotni smeri. Povprečna letna prostornina povratnega toka v Tonlé Sapu je 30 km3 ali približno polovica največje prostornine jezera. Ocenjuje se, da bo nadaljnjih 10 % vstopilo v sistem s kopenskim tokom iz Mekonga. Mekong se v bližini Phnom Penha razcepi na več rokavov in doseže vietnamsko ozemlje južno od okrožij Koh Thom in Loek Daek v provinci Kandal.

### Južna gorovja
Ta regija predstavlja vzhodne dele prvotnega obsega mokrih zimzelenih gozdov, ki pokrivajo gorovje Cardamom - in Dâmrei v jugozahodni Kambodži ter vzdolž gora vzhodno od Bangkoka na Tajskem.
Na gosto gozdnatih hribih pade od 3000 do 5000 mm padavin letno na svojih zahodnih pobočjih (ki so podvržena jugozahodnemu monsunu), vendar le 1020 do 1520 mm na vzhodnih – padavinska senca - pobočjih.

#### Gorovje Cardamom
Zaseda provinci Koh Kong in Kampong Speu, poteka v smeri od severozahoda proti jugovzhodu in se dviga na več kot 1500 m. Najvišja gora Kambodže, Phnom Aural, s 1810 m je v okrožju Aoral v provinci Kampong Speu. Gorovje Cardamom tvori – vključno s severozahodnim delom province Chanthaburi na Tajskem, gorovje Soi Dao – ekoregijo vlažnih gozdov, ki velja za enega najbolj z vrstami bogatih in neokrnjenih naravnih habitatov v regiji. Podnebje, nedostopnost po velikosti in osamljenost gora so omogočili bogato raznolikost divjih živali. Gorovji Cardamom in Dâmrei je treba še v celoti raziskati in dokumentirati.

#### Gorovje Dâmrei
Chuŏr Phnum Dâmrei – območje visokih hribov v smeri sever-jug, podaljšek gorovja Cardamom/Krâvanh v jugovzhodni Kambodži, ki se dviga do nadmorske višine med 500 in 1000 m. Raztezajo se 110 km severno od Tajskega zaliva in dosežejo visoko točko v grebenu Bok Koŭ pri gori Bokor 1081 m blizu morja. 
Jugozahodno od južnih gorskih verig se razprostira ozka obalna nižina, ki obsega območje zaliva Kampong Saom in polotok Sihanoukville, ki gleda na Tajski zaliv.

### Severno gorovje
Hribovje Dangrek
Gozdnato območje hribovja s povprečno višino 450 do 600 m, ki ločuje Tajsko od Kambodže in je v glavnem sestavljeno iz masivnega peščenjaka s skrilavcem in meljem. Nekaj značilnih bazaltnih gričev je na severni strani hribovja. To vzhodno-zahodno območje se razteza od reke Mekong proti zahodu v dolžini približno 320 km in se združuje z visokogorskim območjem blizu San Kamphaenga na Tajskem. Hribovje Dângrêk, ki je v bistvu južno pobočje planote Khorat iz peščenjaka na severovzhodu Tajske, se postopoma spušča proti severu do reke Mun na Tajskem, vendar na jugu strmo pada v kamboško nižino. Njegova najvišja točka je 761 m.
Razvodnica vzdolž pobočja na splošno označuje mejo med Tajsko in Kambodžo, vendar obstajajo izjeme. Regija je prekrita s suhimi zimzelenimi gozdovi, mešanimi gozdovi  in listopadnimi gozdovi Dipterocarpaceae. Drevesne vrste, kot so Pterocarpus macrocarpus, Shorea siamensis in Xylia xylocarpa var. Kerrii prevladujejo. Nezakonita sečnja je težava tako na tajski kot tudi na kamboški strani, zaradi česar so veliki odseki hribov ogoljeni, prizadete so ranljive drevesne vrste, kot je Dalbergia cochinchinensis. Gozdni požari so pogosti v sušnem obdobju.
Annamitsko gorovje
Dolga veriga gora, imenovana Annamitsko gorovje, leži vzhodno od reke Mekong, na Indokitajskem polotoku in nižine, ki ga obdajajo, sestavljajo ekoregijo Veliki Annamiti (Greater Annamites). Raven padavin se giblje od 1500 do 3850 mm letno. Povprečne letne temperature so približno 20 °C. Ta ekoregija vsebuje nekaj zadnjih razmeroma nedotaknjenih vlažnih gozdov na polotoku. Z vlago polni monsunski vetrovi, ki pihajo iz Tonkinškega zaliva, zagotavljajo stalno visoko zračno vlago. Rastline in živali so se prilagodile na vlažne razmere, da bi tukaj poiskale zatočišče in se razvile v visoko specializirane vrste, ki jih ni nikjer drugje na Zemlji.
Etnična raznolikost
Več kot 30 etničnih skupin staroselcev živi v Anamitih, vsaka s svojo značilno in tradicionalno glasbo, jezikom, obleko in običaji. Naravni viri Anamitskega gorovja so ključnega pomena za vse te ljudi.

### Vzhodno višavje
Visoke trave in listopadni gozdovi pokrivajo tla vzhodno od reke Mekong v Mondulkiriju, kjer se prehodne nižine združijo z vzhodnim hribovjem na nadmorski višini od 200 do 1000 m. Pokrajina je trpela zaradi gojenja kavčukovca, sečnje in zlasti rudarjenja, čeprav so preživeta obsežna območja neokrnjene džungle, kjer živijo redke in endemične prostoživeče živali.

### Obala
Obalno območje Kambodže obsega 17.237 km2, razdeljenih med štiri province: provinca Sihanoukville, provinca Kampot, provinca Koh Kong in provinca Kep. Skupna dolžina kamboškega obalnega območja je bila sporna. Najbolj splošno sprejeta dolžina je 440 km, raziskava organizacije DANIDA iz leta 1997 je napovedala dolžino 435 km, leta 1973 pa je Oil Authority ugotovil, da je obala dolga 450 km.] Organizacija za prehrano in kmetijstvo trdi, da je dolžina 557 km v eni od svojih študij.
Južna gorovja se odtekajo proti jugu in zahodu proti plitvemu morju. Sedimenti na epikontinentalnem pasu so osnova za obsežna močvirja z mangrovami, zlasti v provinci Koh Kong in narodnem parku Ream.

### Otoki
Kamboški otoki spadajo pod upravo 4 obalnih provinc. »V obalnih vodah Kambodže je 60 otokov. Vključujejo 23 v provinci Koh Kong, 2 v provinci Kampot, 22 v Sihanoukvillu in 13 v mestu Kep.« Večina otokov je, razen dveh majhnih skupin zunanjih otokov, v relativni bližini obale. Otoki in obalna regija province Koh Kong so v glavnem sestavljeni iz masivov peščenjaka zgornje jure in spodnje krede. Najbolj severozahodni otoki v bližini in okoli delte reke Kaoh Pao (Prek Kaoh Pao) so v veliki meri sedimenti estuarijev in rek, zelo ravni in zajeti v sosednja mangrova močvirja. 

## Podnebje
Podnebje Kambodže, tako kot podnebje večine preostalih celinskih dežel jugovzhodne Azije, prevladujejo monsuni, ki so znani kot tropski vlažni in suhi zaradi izrazitih sezonskih razlik. Monsunske zračne tokove povzroča letni izmenični visok in nizek pritisk nad srednjoazijsko kopensko maso. Poleti zrak, poln vlage – jugozahodni monsun – potiska proti kopnemu iz Indijskega oceana.
Tok se pozimi obrne in severovzhodni monsun pošilja nazaj suh zrak. Jugozahodni monsun prinaša deževno dobo od sredine maja do sredine septembra ali do začetka oktobra, severovzhodni monsunski tok bolj suhega in hladnejšega zraka pa traja od začetka novembra do marca. Temperature so na celotnem območju porečja Tonlé Sap dokaj enotne, le z majhnimi odstopanji od povprečnega letnega povprečja okoli 25 °C.
Najvišja povprečna temperatura je približno 30 °C; najnižja povprečna temperatura je približno 24 °C. Najvišje temperature, višje od 32 °C, pa so običajne in se lahko tik pred začetkom deževne sezone dvignejo na več kot 38 °C. Najnižje nočne temperature občasno padejo pod 20 °C januarja, najhladnejšega meseca. Maj je najtoplejši mesec – čeprav nanj močno vpliva začetek mokre sezone, saj območje predstavlja najbolj vzhodni rob jugozahodnega monsuna. Tropski cikloni le redko povzročijo škodo v Kambodži. 
Skupno letno povprečje padavin je med 1000 in 1500 mm, največje količine padejo na jugovzhodu. Padavine od aprila do septembra na območju nižine Tonlé Sap-Mekong znašajo povprečno 1300 do 1500 mm letno, vendar se količina iz leta v leto precej razlikuje. Količina padavin okoli kotline narašča z višino. Najmočnejša je v gorah ob obali na jugozahodu, kjer letno pade od 2500 mm do več kot 5000 mm padavin, ko jugozahodni monsun doseže obalo.

## Hidrologija
Reka Mekong in njeni pritoki sestavljajo enega največjih rečnih sistemov na svetu. Osrednje Veliko jezero Tonlé Sap ima več vhodnih rek, najpomembnejša je reka Tonlé Sap, ki prispeva 62 % celotne oskrbe z vodo v deževnem obdobju. Neposredne padavine na jezeru in drugih rekah v porečju prispevajo preostalih 38 %. Glavne reke so reka Sen, reka Sreng, reka Stung Pouthisat, reka Sisophon, reka Mongkol Borei in reka Sangkae.
Manjše reke na jugovzhodu, gorovju Cardamom in Dâmrei tvorijo ločene razvodnice. Na vzhodu se reke izlivajo v Tonlé Sap, na jugozahodu pa se reke izlivajo v Tajski zaliv. Proti južnim pobočjem gorovja Dâmrei tečejo majhne reke proti jugovzhodu na vzhodni strani razvoda.
Reka Mekong teče proti jugu od meje med Kambodžo in Laosom do točke južno od Kratiéja (mesto), kjer zavije proti zahodu približno 50 km in nato zavije proti jugozahodu proti Phnom Penhu. Severno od mesta Kratie so obsežne brzice. Od province Kampong Cham se strmina zelo položno spušča, poplavljanje območij vzdolž reke pa se pojavi na stopnji poplave. Od junija do novembra - skozi prelome naravnih nasipov, ki so nastali vzdolž njenega toka. V Phnom Penhu se štirje glavni vodni tokovi srečajo na točki, imenovani Chattomukh (štirje obrazi). Reka Mekong priteka s severovzhoda, reka Tonlé Sap pa izvira iz jezera—teče s severozahoda. Razdelita se v dve vzporedni strugi, reko Mekong in reko Bassac, in tečeta neodvisno skozi območja delte Kambodže in Vietnama do Južnokitajskega morja.
Pretok vode v Tonlé Sap je sezonski. Spomladi se pretok reke Mekong, ki jo napaja monsunsko deževje, poveča do točke, ko njeni izlivi skozi delto ne prenesejo ogromne količine vode. Na tej točki voda obrne proti severu navzgor po reki Tonlé Sap in se izliva v jezero Tonlé Sap, s čimer se poveča velikost jezera s približno 2590 km 2 na približno 24.605 km 2 na višini poplave. Po vodnem grebenu Mekonga – ko njegovi dolvodni kanali prenesejo količino vode – se tok obrne in voda teče iz napolnjenega jezera.
Ko se nivo Tonlé Sap umika, odlaga novo plast usedlin. Letne poplave v kombinaciji s slabo drenažo neposredno okoli jezera spremenijo okolico v močvirje, neuporabno za kmetijske namene v sušnem obdobju. Zdi se, da je usedlina, odložena v jezero med poplavno fazo Mekonga, večja od količine, ki jo pozneje odnee reka Tonlé Sap. Zdi se, da prihaja do postopnega zamuljevanja jezera; med nizkim vodostajem je globoko le okoli 1,5 m, medtem ko je v fazi poplave globoko med 10 in 15 m.

## Rastlinstvo & ekoregije
Further information: Deforestation in Cambodia
Kambodža ima eno najvišjih stopenj gozdnatosti v regiji, saj je zaradi soodvisnosti kamboške geografije in hidrologije bogata z naravnimi viri in biološko raznovrstnostjo – med biološko najbogatejšimi državami v jugovzhodni Aziji. Kraljeva vlada Kambodže ocenjuje, da država obsega približno 10,36 milijona hektarjev gozdne pokritosti, kar predstavlja približno 57,07 % površine Kambodže (2011). Nasprotno, mednarodni opazovalci in neodvisni viri navajajo precej drugačne številke. Kot se strinja večina virov, je doseženo soglasje, da je krčenje gozdov v Kambodži, izguba sezonskih mokrišč in uničenje habitatov – med neštetimi manjšimi dejavniki – povezano z odsotnostjo strogega upravnega nadzora in brezbrižnostjo organov kazenskega pregona – ne samo v Kambodži, ampak v celotni regiji.
Številke in ocene so številne, prav tako razpoložljivi viri. Približno 69.000 ha (1 %) gozdnega pokrova je zasajen gozd. Na splošno kamboški gozdovi vsebujejo približno 464 milijonov metričnih ton zalog ogljika v živi gozdni biomasi.[80] Približno 40 % kamboških gozdov ima določeno raven zaščite, medtem ko je eden od ciljev kamboškega tisočletja razvojnih ciljev doseči 60-odstotno pokritost z gozdovi do leta 2015.

### Ekoregija južnih annamitskih gorskih deževnih gozdov
Ekoregija montanskih deževnih gozdov Južnih Annamitov Kontuey Nea, (zmajev rep) na oddaljenem severovzhou Kambodže, kjer se srečajo meje Kambodže, Laosa in Vietnama, je izjemno bogata z biotsko raznovrstnostjo. Relativno nedotaknjeni gozdovi zavzemajo širok topografski razpon - od nižin z vlažnimi zimzelenimi gozdovi do gorskih habitatov z zimzelenimi listnatimi in iglastimi gozdovi. Zaradi zapletenih geoloških, topografskih in podnebnih (padavine in temperatura) vidikov, ki so značilni za regijo, je struktura in sestava gozdov edinstvena in zelo spremenljiva. Med številnimi vrstami, ki jih najdemo na tem območju, je nenavadno veliko skoraj endemičnih in endemičnih vrst. Celotna ekoregija ima velikost 94.000 km2.

### Ekosistem jezera Tonlé Sap
Tonlé Sap, znano tudi kot Veliko jezero v osrednji Kambodži, je največje sladkovodno jezero v jugovzhodni Aziji in eno najbogatejših celinskih ribolovnih območij na svetu. Jezero deluje kot naravni rezervoar za poplavno vodo za sistem Mekong kot celoto in je zato pomemben vir vode za delto Mekonga v sušnem obdobju. Ekosistem se je razvil kot posledica sezonskih nihanj pretoka Mekonga. 
Jezero obdaja pas sladkovodnih mangrov, znan kot »poplavljeni gozd«. Poplavne ravnice pa so obdane z nizkimi griči, pokritimi z zimzelenim sezonskim tropskim gozdom z močno vegetacijo dvokrilcev ali listnatim suhim gozdom. Ekoregija je sestavljena iz mozaika habitatov za veliko število vrst. Gozd postopoma preide v grmovje in končno v travinje z naraščajočo oddaljenostjo od jezera.
Na bolj kakovostnih tleh ali v višjih legah se pojavljajo območja mešanih listnatih gozdov in polzimzelenih gozdov. Ta raznolikost vrst vegetacije je odgovorna za količino in raznolikost vrst ekosistema Velikega jezera. Prepleteni gozdovi, travniki in močvirja zagotavljajo številne vidike in zatočišča za številne lokalne divje živali.
Poplavni gozd jezera in okoliške poplavne ravnice so izrednega pomena za kamboško kmetijstvo, saj regija predstavlja kulturno srce Kambodže, središče nacionalne sladkovodne ribiške industrije – primarni vir beljakovin v državi. Grožnje za jezero vključujejo obsežno onesnaženje, stres zaradi rasti lokalnega prebivalstva, ki je odvisno od jezera za preživetje, prekomerno lovljenje rib in drugih vodnih – pogosto ogroženih – vrst, uničenje habitatov in morebitne spremembe v hidrologiji, npr. gradnja in delovanje jezov, ki motijo naravni poplavni cikel jezera. Vendar se zaskrbljenost, da se jezero hitro polni z usedlinami, glede na študije[99] trenutno zdi neutemeljena.

### Mokrišča
Mokrišča pokrivajo več kot 30 % Kambodže. Poleg reke Mekong in poplavne ravnice Tonlé Sap so tu še reka Stung Sen in obalni estuarij Stung Koh Pao - in Stung Kep v provincah Koh Kong in Kep. Sladkovodna mokrišča Kambodže predstavljajo enega najbolj raznolikih ekosistemov na svetu. Obsežni mokrišni habitati tega območja so rezultat letnega maksimuma Mekonga, sočasne mokre sezone in odtočnih poti številnih manjših rek. Številna in raznolika mokrišča so osrednje in tradicionalno poselitveno območje Kambodže, produktivno okolje za gojenje riža, sladkovodno ribištvo, druge oblike kmetijstva in ribogojstva ter nenehno rastoči turistični sektor. Glede na pomen ekoregije obstajajo različni načrti za konsolidacijo upravljanja lokalnih mokrišč z različnimi stopnjami dokončanja.

### Obalni habitati
Kamboško obalo sestavlja 60.000 ha več kot 30 vrst mangrov – med najbolj biološko raznolikimi mokrišči na svetu. Najbolj nedotaknjene mangrove gozdove najdemo v provinci Koh Kong. Poleg mangrov se po vseh obalnih območjih raztezajo morske trave, zlasti v provinci Kampot, delti zaliva Sihanoukville in občinskih vodah Kepa. Travniki so zelo produktivni, vendar se malo živali prehranjuje neposredno s travo. Tisti, ki so, so ponavadi vretenčarji, kot so morske želve, race in gosi.

## Živalstvo
Kambodža je dom številnih divjih živali. Obstaja 212 vrst sesalcev, 536 vrst ptic, 176 vrst plazilcev (vključno z 89 podvrstami), 850 vrst sladkovodnih rib (območje jezera Tonlé Sap) in 435 vrst morskih rib. IUCN ali Svetovna zveza za varstvo narave priznava številne vrste v državi kot ogrožene ali kritično ogrožene zaradi krčenja gozdov in uničevanja habitatov, divjega lova, nezakonite trgovine s prosto živečimi živalmi, kmetovanja, ribolova in nedovoljenih gozdarskih koncesij. Zaradi intenzivnega divjega lova je kamboška nacionalna žival Kouprey – gozdni vol (Bos sauveli) morda že izumrla. Divji tigri, Eldovi jeleni, divji vodni bivoli in svinjski jeleni so kritično ogroženi.

## Zavarovana območja
Kraljevi odlok o varstvu naravnih območij iz leta 1993 je priznal 23 zavarovanih območij, ki so takrat pokrivala več kot 18 % celotnega ozemlja države.
- Naravni parki (včasih opisani kot "narodni parki")
- Rezervati za divje živali
- Zaščitena razgledna območja (včasih opisana kot "zaščitene krajine")
- Večnamenske površine

## Politična in humana geografija
Kambodža meji na Vietnam v dolžini 1228 km, na Tajsko v dolžini 803 km in na Laos v dolžini 541 km, s skupno 2572 km in dodatnim 443 km obale. Glavno mesto (reach thani) in province (khaet) Kambodže so upravne enote prve stopnje. Kambodža je razdeljena na 25 provinc, vključno s prestolnico.
Občine in okrožja so drugostopenjske upravne enote Kambodže. Pokrajine so razdeljene na 159 okrožij in 26 občin. Okrožja in občine so nadalje razdeljene na občine (khum) in četrti (sangkat). 
| \| Št. \| Provinca \| Glavno mesto \| Površina (km2) \| Št. prebivalcev (2019) \| \| --- \| ---------------- \| ---------------- \| -------------- \| ---------------------- \| \| 1 \| Banteay Meanchey \| Serei Saophoan \| 6679 \| 861.883 \| \| 2 \| Battambang \| Battambang \| 11.702 \| 997.169 \| \| 3 \| Kampong Cham \| Kampong Cham \| 4549 \| 899.791 \| \| 4 \| Kampong Chhnang \| Kampong Chhnang \| 5521 \| 527.027 \| \| 5 \| Kampong Speu \| Chbar Mon \| 7017 \| 877.523 \| \| 6 \| Kampong Thom \| Stung Saen \| 13.814 \| 681.549 \| \| 7 \| Kampot \| Kampot \| 4873 \| 593.829 \| \| 8 \| Kandal \| Ta Khmau \| 3,179 \| 1.201.581 \| \| 9 \| Kep \| Kep \| 336 \| 42.665 \| \| 10 \| Koh Kong \| Khemarak Phoumin \| 10.090 \| 125.902 \| \| 11 \| Kratié \| Kratié \| 11.094 \| 374.755 \| \| 12 \| Mondulkiri \| Senmonorom \| 14.288 \| 92.213 \| \| 13 \| Oddar Meanchey \| Samraong \| 6158 \| 276.038 \| \| 14 \| Pailin \| Pailin \| 803 \| 75.112 \| \| 15 \| Phnom Penh \| Phnom Penh \| 679 \| 2.281.951 \| \| 16 \| Preah Sihanouk \| Preah Sihanouk \| 1938 \| 310.072 \| \| 17 \| Preah Vihear \| Preah Vihear \| 13.788 \| 254.827 \| \| 18 \| Pursat \| Pursat \| 12.692 \| 419.952 \| \| 19 \| Prey Veng \| Prey Veng \| 4883 \| 1.057.720 \| \| 20 \| Ratanakiri \| Banlung \| 10.782 \| 217.453 \| \| 21 \| Siem Reap \| Siem Reap \| 10.299 \| 1.014.234 \| \| 22 \| Stung Treng \| Stung Treng \| 11.092 \| 165.713 \| \| 23 \| Svay Rieng \| Svay Rieng \| 2966 \| 525.497 \| \| 24 \| Takéo \| Doun Kaev \| 3563 \| 900.914 \| \| 25 \| Tboung Khmom \| Suong \| 5250 \| 776.841 \| |                  |                  |                |                        |
| Št. | Provinca         | Glavno mesto     | Površina (km2) | Št. prebivalcev (2019) |
| 1 | Banteay Meanchey | Serei Saophoan   | 6679           | 861.883                |
| 2 | Battambang       | Battambang       | 11.702         | 997.169                |
| 3 | Kampong Cham     | Kampong Cham     | 4549           | 899.791                |
| 4 | Kampong Chhnang  | Kampong Chhnang  | 5521           | 527.027                |
| 5 | Kampong Speu     | Chbar Mon        | 7017           | 877.523                |
| 6 | Kampong Thom     | Stung Saen       | 13.814         | 681.549                |
| 7 | Kampot           | Kampot           | 4873           | 593.829                |
| 8 | Kandal           | Ta Khmau         | 3,179          | 1.201.581              |
| 9 | Kep              | Kep              | 336            | 42.665                 |
| 10 | Koh Kong         | Khemarak Phoumin | 10.090         | 125.902                |
| 11 | Kratié           | Kratié           | 11.094         | 374.755                |
| 12 | Mondulkiri       | Senmonorom       | 14.288         | 92.213                 |
| 13 | Oddar Meanchey   | Samraong         | 6158           | 276.038                |
| 14 | Pailin           | Pailin           | 803            | 75.112                 |
| 15 | Phnom Penh       | Phnom Penh       | 679            | 2.281.951              |
| 16 | Preah Sihanouk   | Preah Sihanouk   | 1938           | 310.072                |
| 17 | Preah Vihear     | Preah Vihear     | 13.788         | 254.827                |
| 18 | Pursat           | Pursat           | 12.692         | 419.952                |
| 19 | Prey Veng        | Prey Veng        | 4883           | 1.057.720              |
| 20 | Ratanakiri       | Banlung          | 10.782         | 217.453                |
| 21 | Siem Reap        | Siem Reap        | 10.299         | 1.014.234              |
| 22 | Stung Treng      | Stung Treng      | 11.092         | 165.713                |
| 23 | Svay Rieng       | Svay Rieng       | 2966           | 525.497                |
| 24 | Takéo            | Doun Kaev        | 3563           | 900.914                |
| 25 | Tboung Khmom     | Suong            | 5250           | 776.841                |

## Podatki
Površina:
- skupaj: 181.035 km2
- kopno: 176.515 km2
- voda: 4.520 km2

Pomorski zahtevki:
- teritorialno morje: 12 nmi (22,2 km)
- sosednje območje: 24 nmi (44,4 km)
- izključna ekonomska cona: 200 nmi (370,4 km)
- epikontinentalni pas: 200 nmi (370,4 km)

 Ekstremne višine:
- najnižja točka: Tajski zaliv 0 m
- najvišja točka: Phnum Aoral 1810 m

Mejni spori
- Kamboško-tajski mejni spor
- Kamboško-vietnamski zemljiški spor

## Naravni viri
- Nafta in zemeljski plin – poleg štirih delov rudarskega projekta je bilo naftno polje Blok A odkrito leta 2005 in je 200 km od obale v Tajskem zalivu.
- Les
  - Dipterocarpus alatus (chheuteal tan) - smolnica: žagan les, furnir, vezan les
  - Anisoptera glabra (mersawa, phdiek): žagan les, furnir, vezan les
  - Hopea odorata (ta-khian, koki): žage, gradbeništvo (mostovi, čolni)
  - Shorea vulgaris (choë(r) chông): žagarstvo, gradnja (stanovanjska)
  - Tarrietia javanica (huỷnh): žagan les (okrasni, pohištveni)
- Dragi kamni – območja dragih kamnov so v okrožju Samlot v Batambangu, Pailinu, Ratanakiriju in provinci Takéo
- železova ruda – hermatit (Fe2O3); magnetit (Fe3O4); limonit (2Fe2O3, 3H2O) – je bil najden na dveh območjih, eno v Phnom Decku, druga pa v Koh Keo v provinci Preah Vihear in Thalaborivath v provinci Stung Treng. Po podatkih General Department of Mineral so skupne zaloge železa na območju Phnom Deck ocenjene na 5 do 6 milijonov ton, druga nahajališča pa lahko dodajo 2 do 3 milijone ton.
- Zlato – nahajališče zlata je bilo najdeno v štirih provincah: Kampong Cham (Rumchek na območju Memot), Kampong Thom (območje Phnom Či), Preah Vihear (Phnom Deck v okrožju Roveing), Ratanakiri (okrožje Ojadav) in Mondulkiri
- Boksit – najden je bil v provinci Battambang in okrožju Chhlong v provinci Mondulkiri.
- Antimon (Sb) – najdeno na območju Sre Peang, provinca Pursat
- Krom (Cr) – najdeno na območju Sre Peang, provinca Pursat
- Mangan
- Fosfati
- Hidroenergija - jezovi za hidroelektrarne: jez Lower Se San 2, jez Stung Treng
- Obdelovalna zemlja
- Morski viri[47]

Skupni obnovljivi vodni viri:
- 476,1 km³ (2011)

Črpanje sladke vode (gospodinjski/industrijski/kmetijski):
- Skupaj: 2,18 km³ (4 % / 2 % / 94 %)
- Na prebivalca: 159,8 km³ (2006)